# Unión Deportiva San Pedro
Unión Deportiva San Pedro es un equipo de fútbol español, fundado en el año 1974 en San Pedro Alcántara, Málaga.
En la temporada 2018/2019, tras ocho campañas consecutivas en la Tercera División de España, descienden, al acabar en el puesto veinte de la clasificación, al Grupo II de la División de Honor Andaluza, quinto nivel de competición de la Liga Española de Fútbol en la comunidad de Andalucía. En la temporada 2020/2021 al acabar segundos clasificados, consiguen regresar a la categoría nacional del fútbol español, pasando a competir en el grupo noveno de la nueva categoría de Tercera División RFEF de cara a la campaña 2021/2022. Esa misma temporada no consigue mantener la categoría, descendiendo al Grupo 2 de División de Honor Andaluza, categoría que mantiene en la temporada 23/24.

## Temporadas
- Temporadas en Segunda B: 3
- Temporadas en Tercera División: 27
- Temporadas en División Honor Senior: 2
- Temporadas en Primera Andaluza: 4
- Temporadas en Regional Preferente Málaga: 7